# Marcellin Champagnat
Marcellin Champagnat, nome completo Marcellin Joseph Benoît Champagnat (Marlhes, 20 maggio 1789 – Saint-Chamond, 6 giugno 1840), è stato un presbitero francese, fondatore della congregazione dei Fratelli Maristi delle Scuole. Papa Giovanni Paolo II lo ha proclamato santo nel 1999.

## Biografia
Nato a Marlhes il 20 maggio 1789 da una famiglia di agricoltori benestanti (suo padre, Jean Baptiste, nell'epoca della rivoluzione era il sindaco del villaggio), all'età di sedici anni fece il suo ingresso nel seminario di Lione dove ebbe come compagni di studi Jean Baptiste Marie Vianney e Jean Claude Colin, con cui poi collaborò per la fondazione della Società di Maria: fu ordinato sacerdote il 22 luglio 1816.
Iniziò la sua attività pastorale a La Valla-en-Gier, una povera comunità di montagna, dove rimase impressionato dall'ignoranza dei fedeli: il 2 gennaio 1817 decise pertanto di fondare l'Istituto dei Fratelli Maristi delle Scuole (Piccoli Fratelli di Maria), una congregazione di laici con voti semplici dedita all'istruzione della gioventù povera e all'attività catechistica.
Fece anche edificare a Saint-Chamond, nella Loira, l'Hermitage, una casa di formazione per i Piccoli Fratelli, dove morì nel 1840.

## Il culto
Il processo di canonizzazione di Marcellino Champagnat iniziò sotto il pontificato di papa Benedetto XV, che lo dichiarò Venerabile il 22 giugno 1920: fu beatificato da Pio XII il 29 maggio 1955 e canonizzato il 18 aprile 1999 da Giovanni Paolo II.
Memoria liturgica il 6 giugno.